# Coelotrochus
Coleotrochus es un género de moluscos gasterópodos marinos de la  familia Trochidae.

## Especies
Este género incluye las siguientes especies:
- Coelotrochus rex